# 喧嘩両成敗
喧嘩両成敗（けんかりょうせいばい）とは、中世および近世の日本の法原則の1つ。喧嘩に際してその理非を問わず、双方とも均しく処罰するという原則。

## 概要
中世後半になると、社会が不安定となり、境相論などを訴訟によらず実力によって解決（自力救済）しようとする故戦防戦が頻発するようになる。こうした事態に対応するために、武断的・簡潔的に処理することを目的としたものである。その思想的背景には、中世の人々が双方の損害を等価にしようとする「平衡感覚」と「相殺主義」への強いこだわりが指摘される。当時の人々はやられた分をやり返すのは正当な行為だと考えており、過剰なやりかえしが引き起こす「復讐の連鎖」が止まらないことが珍しくなかった。ここでいう喧嘩とは現代でいう少数人数による殴り合いなどといった狼藉事件のみを指すのではなく本来の字義である「騒動」「喧騒」の意味であり、一族や村落を挙げた抗争事件や境界紛争なども意味している。喧嘩両成敗は、紛争当事者同士の「衡平感覚」を考慮しつつ、緊急に秩序回復を図るための決手段とも言える。「問題を起こしたら双方を処分」するのではなく、「問題を武力で解決（故戦防戦）しようとしたら双方を処分。」である。なお、当時の「平衡感覚」と「相殺主義」に関する記録に残っている実例として、京の店に元結を取りに来た下女が品物ができてないので店主を罵倒したことから端を発して、最終的には侍軍団同士の洛中での衝突に発展して吉良家による調停で手打ちとした件（『看聞日記』応永26年6月23日条）があげられる。
その最古の例は文安2年（1445年）4月に藤原伊勢守の名前で出された「喧嘩口論堅被停止訖、有違背族者、不謂理非、双方可為斬罪、若於加担人有者、本人同罪事」とある高札であるとされている。ただし、それ以前においても故戦防戦を行う者に「不論理非（理非を論ぜず）」双方とも罰するとする規定は、観応3年（1352年）9月18日に室町幕府が定めた建武式目追加第60条に遡ることができる。ただし、これは幕府の訴訟に従わず、実力行使によって紛争を解決しようとする者を罰する規定であって限定されたものであった。それが時代が下るにつれて、双方同罪・単純な公平という要素が強調されるとともに、支配者による訴訟規則の遵守と言う観点から境相論以外の一般の揉め事に対する実力行使（すなわち「喧嘩」）に対しても拡大したものと考えられる。
こうした考え方は戦国時代の分国法にも取り入れられ、今川氏の「今川仮名目録」では「喧嘩におよぶ輩は理非を論ぜず双方とも死罪」「喧嘩を仕掛けられても堪忍してこらえ･･とりあえず穏便に振る舞ったことは道理にしたがったと･･して罪を免ぜられるべき」（第8条）とある。武田氏の「甲州法度之次第」には、「喧嘩はどの様な理由があろうと処罰する。ただし、喧嘩を仕掛けられても、我慢した者は処罰しない」とある。ただし、喧嘩両成敗を明確に定めた分国法は、この二つの他に長宗我部氏の「長宗我部氏定書」の計3点に過ぎない。分国法を定めていない大名が、個別法令として喧嘩両成敗を採用した例は少なくないが、これらは最終的に自力救済を抑制し大名裁判権を確立するための過渡的な処置であった。また、その単純明快さゆえに、しばしば安易な運用で事の理非が蔑ろにされる危険がつきまとった。
遺恨のある相手を名指しして切腹することで、相手にも腹を切らせる「指腹（さしばら）」という喧嘩両成敗を利用した復讐も行われた。
こうした風潮は江戸時代前期まで慣習法として継続されるが、文治政治への転換の中で儒学者達からの批判を受けることとなった。もっともあくまで批判は「双方それぞれにどんな非があったかを吟味せずに、同罪として処断する」という乱暴な運用についてであり、「喧嘩においては片方が正しいという事はあり得ず、双方ともに非がある」という理屈は分かりやすく、また双方納得しやすいものであった。
アイヌでは揉め事を「チャランケ」と呼ばれる公開議論で是非を決したが、決着がつかない場合は双方の親族が集まって双方の背中を制裁棒で殴打し、無事であれば両者痛み分けで決着とする儀式「ウカル」が行われていた。
現代では特に子供の喧嘩の処断などで教師や親がこの理論を持ち出すケースが多い。また民間のみならず裁判所も喧嘩の正当防衛に関する判例で喧嘩両成敗を持ち出した例がある。